# マネーウォーズ
『マネーウォーズ』は、宮川総一郎による日本の漫画作品、およびそれを原作とするOVA。『ビジネスジャンプ』（集英社）にて、1985年10月号から1989年14号まで連載された。単行本は全9巻。

## ストーリー
山興証券の新人営業マンである相場剛が、株式市場での経験を積み、成長していく姿を描いた漫画である。連載開始当初は営業初心者らしい失敗をしつつも、株式の研究、接客などの経験を積んでいくが、通常の客だけでなく、総会屋、相場師など、特殊な相手との戦いが多い。終盤はトレーダー・サミットという世界トップクラスのトレーダー相手に戦うという、破天荒なストーリー展開となっている。
漫画の舞台として発生する事件のいくつかは、いわゆるブラックマンデーを始め、連載当時の株式や社会の出来事がベースとなっている。また作中後半には株式相場の大幅な下落、そしてそれに伴い保有資産が大きく減少し顧客が株式取引を減らす中、それでもなお顧客に株式を売買させて手数料を稼がねばならない証券会社の営業マンの苦悩など、バブル景気崩壊後を予見するような内容も多く描かれている。

## 特徴
各話とも、株取引を行う上でのテーマを定め、株式未経験者が株式を理解できるような話の構成となっている。また、各話終了後に株式用語の解説が載せられていたりと、教科書的な役割を果たしている。ただし、この株式用語については連載時点の言葉であるため、株式の変動幅など現在とは意味が変わってしまっているものもある。

## 登場人物

### 山興証券の人物
相場剛（あいば つよし）
24歳。一流証券会社である山興証券浦和支店の新人営業マン。人が良すぎる上に、強気になれない性格から、営業面での弱点を持つが、株式の読みは一流の素質を持ち、徐々に頭角を現していく。
山崎瞳（やまざき ひとみ）
入社3年目の証券レディー。連載開始当初は先輩社員として相場の話し相手になるケースが多かったが、実績を上げる相場に徐々に惹かれ、終盤に相場と結婚。
大門元（だいもん げん）
山興証券浦和支店の営業次長。営業マンに非常に厳しい。陰ながら相場をサポートする。
江本春彦（えもと はるひこ）
山興証券浦和支店のベテラン営業マン。クールな性格で、営業成績を上げるためならあらゆる手を施す人物だが、予期せぬ自体には取り乱すこともある。
岡本（おかもと）
相場の後輩で、見習社員として浦和支店に仮配属されるが、営業電話をかけるふりをして業務中にリカちゃん電話にコールするなど、サラリーマンらしからぬ行動を取るといった失態を犯す。
炭本（すみもと）
30歳。浦和支店の営業マン。証券取引所の場立ちから社内業務をスタートしているが、営業が苦手。
田村（たむら）
浦和支店の若手営業マン。
高野水華（たかの みずか）
浦和支店に配属となった新人証券レディー。大手重工業の専務の娘だが、社会経験がなく失敗を多発、相場に幾度となく冷や汗をかかせる。

### 株屋
尾神（おがみ）
野山証券浦和支店の営業マン。営業スタイルはクールだが、熱くなりやすい。相場をライバルとして見ている。

### 相場師
北浜の寅
莫大な資金を持つ伝説の相場師。相場の株式理論に感心し、相場をサポートしつつ着実に利益を上げていく大人物。
中江茂（なかえ しげる）
兜町の投資顧問業者。客から株式購入資金を集めるも、自ら仕掛けた仕手株につぎ込み、莫大な利益を得ることを画策する。自信過剰による自らの暴走と、相場の手により計画が頓挫し破滅するも、終盤に復活。モデルは中江滋樹。
西光寺会長
資産家。中江を駒として使い、自ら吊り上げた株の売り逃げを計画するが、中江の暴走により計画は失敗する。

## OVA版
『マネーウォーズ 狙われたウォーターフロント計画』と題して、1991年9月21日にOVAがリリースされた。現在、DVD化はされていない。
香港を舞台に株を巡る攻防戦を繰り広げる、OVAオリジナルのストーリーとなっている。

### キャスト
- 相場剛 - 中村大樹
- 山崎瞳 - 小林優子
- 大門元 - 小林修
- 江本春彦 - 村山明
- 林海鳳 - 池田秀一
- 北角 - 梅津秀行
- 森田社長 - 川久保潔
- 辻村真人
- 鈴木清信
- 松國守平
- 椎橋重
- 津久井教生
- 高木渉
- 金丸淳一
- 堀本等
- 浅井淑子
- 稀代桜子

### スタッフ
- 製作 - 肥田光久
- プロデューサー - 坂本要
- アシスタントプロデューサー - 原田徹
- 原作 - 宮川総一郎（集英社刊、ビジネスジャンプ・コミックス）
- 監督 - 古川順康
- 脚本 - 宮下知也
- アニメーションキャラクター・作画監督 - 高橋敏雄
- 音楽監督 - 神林早人
- 音響監督 - 岩浪美和
- 音響効果 - 佐々木純一
- 色指定 - 西村太郎
- 編集 - 西出榮子
- 制作 - ガイナックス
- 制作協力 - 渡辺プロモーション
- 協力 - 集英社、ビジネスジャンプ編集部
- 製作・著作 - ソニー・ミュージックエンタテインメント